# OPPO Electronics
OPPO Electronics Corporation — китайська компанія, виробник споживчої електроніки преміумкласу, заснована 2001 року. До 2023 року була підрозділом корпорації BBK Electronics.
Фірма зареєстрована в різних країнах. Підрозділ OPPO Digital Inc., розміщений у США, розробляє та виробляє аудіо- та відео-техніку: Hi-End-блюрей-плеєри, навушники й підсилювачі для навушників. 2008 року компанія OPPO почала виробляти портативну електроніку й запустила власне виробництво мобільних телефонів.

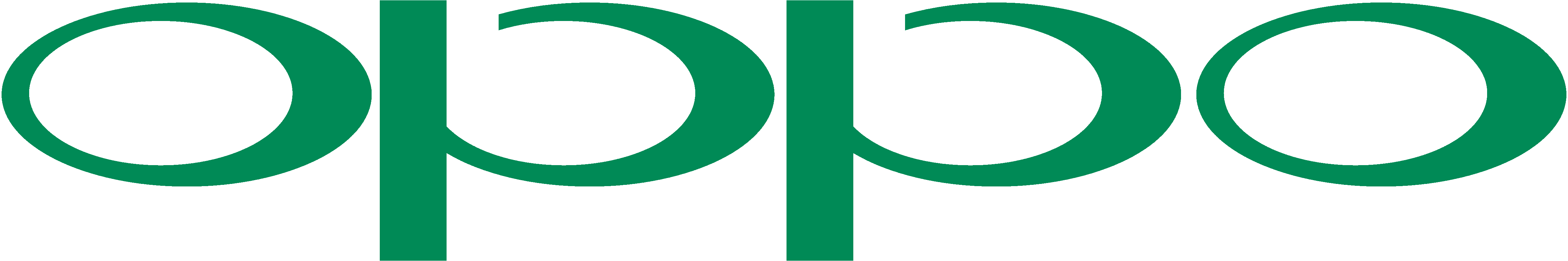
Логотип OPPO, що використовувався до березня 2019 року.

## Історія
- 2005-й — компанія розпочала продаж першого MP3-плеєра власного виробництва на китайському ринку та першої моделі Hi-End-DVD-плеєра в США;
- 2006-й — старт категорії портативних відеоплеєрів;
- 2008-й — випуск першого мобільного телефона;
- 2009-й — вихід бренду OPPO на ринок Таїланду;
- 2011-й — запуск першого смартфона OPPO та виробництво першого смартфона бренду на базі операційної системи Android;
- 2012-й — виробництво й реалізація OPPO Finder — найтоншого смартфона у світі;
- 2013-й — вихід компанії на ринки смартфонів у США, Англії, Гонконгу, на Тайвані, в Австралії, Росії, В'єтнамі, Індонезії.

В Україні компанія представлена з серпня 2019 року.

У 2020 році OPPO й мобільний оператор Vodafone уклали партнерську угоду, яка, за їхніми словами, допоможе розширити присутність бренду OPPO на європейських ринках Vodafone (це має прискорити поширення 5G-смартфонів).

## Продукція

### Побутова електроніка
- DVD- і Blu-Ray-плеєри (UDP-205, UDP-203 (4K), BDP-105, BDP-103, BDP-93, BDP-83, BDP-80), зокрема з підтримкою Dolby Vision[6][7] . У квітні 2018 року, після 15 років діяльності в цій сфері, компанія Oppo Digital припинила виробництво програвачів для різних дисків (цей приклад наслідувала Samsung, яка зробила аналогічну заяву)[8].
- Навушники;
- ЦАП / підсилювач для навушників;
- Бездротові мультирум-аудіосистеми;

### Смартфони
- серії Find, Finder, Reno, Reno, A (A5 належить до десятки смартфонів 2019 року, що продавалися найкраще[9]), K, F[10].

Топові смартфони компанії OPPO базуються на високопродуктивних чипах від Qualcomm. частина моделей 2013 року створена на базі процесорів компанії MediaTek, вироблених за техпроцесом 28-нм.
Із 2014 року застосовують технологію швидкої зарядки VOOC Flash Charging (заряджання на 75 % лише за 30 хвилин), із 2016 року — оновлену технологію SuperVOOC (50 Вт, повне заряджання за 35 хвилин), із 2019 року — оновлене покоління SuperVOOC (65 Вт, 5 В на 6,5 А), що заряджає на 30 % лише за 5 хвилин.
На початку 2019 року OPPO офіційно представила першу у світі технологію 10-кратного гібридного оптичного зуму.

## Виробництво
Основний завод компанії Oppo (підрозділ Oppo India) розташований у місті Велика Нойда (англ. Greater Noida) в Індії.
Компанія має власний завод на півдні Китаю, в окрузі Дунгуань провінції Гуандун.

## Діяльність
Оборот заводу OPPO у 2012 році склав 1,8 млрд доларів. Інвестиції компанії в технології та дизайн дорівнювали 10 млн доларів лише у 2012 році, 300 млн доларів цього ж року було вкладено в брендинг.
У КНР OPPO має власну торговельну мережу з 2000 магазинів, іще 40 тис. торгових точок належать дистриб'юторам. У 2014 році OPPO Electronics Corp. за обсягами продажів смартфонів посіла в Китаї 4-те місце. У січні 2017 року піднялася на друге місце (після Huawei) за постачанням мобільних телефонів у Китаї.

### OPPO в інших країнах
У другій половині 2014 року компанія вийшла на ринок Мексики. Уже через два місяці її частка в сегменті смартфонів сягнула 2 %. Компанія планує відкрити в цій країні власні магазини.
У США бренд OPPO широко відомий завдяки внутрішньому підрозділу OPPO Digital, що спеціалізується на випуску високоякісних BluRay-плеєрів.

## Факти
- стратегічними партнерами OPPO є компанії Qualcomm (США) і MediaTek (Тайвань);

- У 2012 році обличчям бренду в зарубіжних країнах став Леонардо Ді Капріо, рекламні ролики OPPO отримали загальний слоган Find Me.